# Strong Medicine: Zwei Ärztinnen wie Feuer und Eis
Strong Medicine: Zwei Ärztinnen wie Feuer und Eis (Originaltitel: Strong Medicine) ist eine US-amerikanische Fernsehserie, die von Tammy Ader und Whoopi Goldberg für den US-amerikanischen Kabelsender Lifetime produziert wurde. Am 5. Februar 2006 wurde die Serie in den Vereinigten Staaten nach fünf Jahren und insgesamt 132 Episoden abgesetzt, da man mit den Einschaltquoten nicht zufrieden war. Die Serie galt bis dahin als die am längsten produzierte Serie des US-Kabelfernsehens.

## Handlung
Die beiden Ärztinnen Dr. Dana Strowe und Dr. Luisa „Lu“ Delgado sind eigentlich zwei grundverschiedene Frauen, dennoch arbeiten sie gemeinsam am noblen Rittenhouse-Hospital für Gynäkologie. Dana stammt aus einer berühmten Ärztefamilie, ist mittlerweile Chefgynäkologin, Harvard-Absolventin und möchte unbedingt ein Mittel finden, um Krebs zu heilen. Luisa kommt aus einem Ghetto in Philadelphia, ist alleinerziehende Mutter und arbeitete vorher in der South Philly Frauenklinik in einem sozial schwachen Bezirk, jedoch musste die Klinik aufgrund finanzieller Schwierigkeiten geschlossen werden. Während Dana kaum Gefühle in ihre Arbeit einfließen lässt, tut Luisa alles erdenklich Mögliche um ihre Patienten zu versorgen, besonders die Armen und Benachteiligten.

## Besetzung und Synchronisation
| Rolle                  | Schauspieler        | Synchronsprecher   | Episoden | Jahre     |
| ---------------------- | ------------------- | ------------------ | -------- | --------- |
| Dr. Luisa „Lu“ Delgado | Rosa Blasi          | Irina von Bentheim | 131      | 2000–2006 |
| Lana Hawkins           | Jenifer Lewis       | Joseline Gassen    | 131      | 2000–2006 |
| Hebamme Peter Riggs    | Joshua Cox          | Peter Flechtner    | 131      | 2000–2006 |
| Dr. Robert Jackson     | Philip Casnoff      | Thomas Nero Wolff  | 108      | 2000–2005 |
| Dr. Nick Biancavilla   | Brennan Elliott     | Sven Hasper        | 89       | 2000–2005 |
| Dr. Andy Campbell      | Patricia Richardson |                    | 59       | 2002–2005 |
| Dr. Dana Stowe         | Janine Turner       | Daniela Strietzel  | 50       | 2000–2002 |
| Dr. Kayla Thorton      | Tamera Mowry        |                    | 36       | 2004–2006 |
| Marc Delgado           | Chris Marquette     | Nico Sablik        | 30       | 2000–2004 |
| Paramedic Smith        | James Logan         |                    | 27       | 2000–2004 |
| Dr. Matt Linn          | Matthew Yang King   |                    | 27       | 2003–2006 |
| Jesse Campbell         | Michelle Horn       |                    | 23       | 2002–2005 |
| Dr. Dylan West         | Rick Schroder       |                    | 22       | 2005–2006 |
| Lizzy Campbell         | Morgan Flynn        |                    | 22       | 2002–2005 |

## Sonstiges
- In Deutschland wurden bisher nur die ersten zwei Staffeln ausgestrahlt.